# Klas und sein Bagger
Klas und sein Bagger (englischer Originaltitel Mike Mulligan and His Steam Shovel) ist ein Bilderbuch der US-amerikanischen Autorin und Illustratorin Virginia Lee Burton, das 1939 beim Verlag Houghton Mifflin veröffentlicht wurde. Die deutsche Erstausgabe in einer Übersetzung von Alfred Könner erschien 1968 beim Carlsen Verlag.

## Inhalt
Bauarbeiter Klas und sein roter Dampfbagger Karoline (im englischen Original Mary Anne) sind ein unzertrennliches Team: Zusammen graben sie Kanäle für Schiffe, baggern Schneisen durch hügeliges Gelände für Eisenbahnen und Straßen und heben Fundamente für die größten Wolkenkratzer aus. Doch der technische Fortschritt bringt diesel- und strombetriebene Maschinen und Bagger wie Karoline landen reihenweise auf dem Schrottplatz. Klas bringt es nicht übers Herz, sich von Karoline zu trennen und möchte beweisen, dass Dampfbagger auch nach wie vor Großes leisten können. Die Chance ergibt sich, als in einer Stadt ein Rathaus gebaut werden soll. Klas bietet an, den Keller mit Karoline an einem einzigen Tag auszugraben, andernfalls müssten die Stadtbewohner nichts für die geleistete Arbeit bezahlen. Angetrieben durch immer mehr Zuseher schaffen Klas und Karoline das schier Unmögliche. Doch im Eifer des Gefechts hat Klas darauf vergessen, eine Rampe zu graben, um aus dem Fundament auch wieder heraus zu kommen. Da hat ein kleiner Junge eine Idee: Karoline könnte einfach im Keller bleiben und in einen Ofen umfunktioniert werden, der das Rathaus beheizt. Und Klas solle der Hausmeister für das neue Gebäude werden. Alle sind mit diesem Vorschlag einverstanden und so findet sich letztlich für Karoline unverhofft eine völlig neue Verwendungsmöglichkeit.

## Rezeption
Kaylee Davis schreibt in ihrer Rezension: „Klas und sein Bagger ist heute noch genauso beliebt wie in den Zeiten der Erstveröffentlichung des englischen Originals. Es ist Virginia Lee Burtons bekanntestes Werk […] Es ist eine Geschichte über Freundschaft, gemeinsame Ziele und den Glauben, dass man zusammen alles schaffen kann, sie möchte Loyalität und Entschlossenheit fördern und dazu ermutigen, an seinem Glauben festzuhalten […] Die unbefangene Erzählweise und das raffinierte Ende machen Kindern Lust auf mehr.“ Das School Library Journal schreibt anlässlich einer Neuausgabe zum 75-Jahr-Jubiläum: „Der Bilderbuchklassiker von Virginia Lee Burton ist seit Generationen ein fester Bestandteil der Bibliotheksbestände. Abgesehen von der Faszination, die übergroße Maschinen […] auf fast alle kleinen Kinder ausüben, ist die tiefgründige Geschichte über einen Mann, der gegen den unerbittlichen technologischen Wandel kämpft, auch mehr als ein halbes Jahrhundert später noch aktuell.“

## Hintergrund
Die Autorin schrieb die Geschichte für ihre beiden Söhne, die wie viele Kinder auf der ganzen Welt faszierniert waren von Maschinen, Mechanik und Transportmitteln. Die Idee für das Happy End der Geschichte geht auf den 12-Jährigen Dick Berkenbush zurück, der in der Originalausgabe auf Seite 39 irrtümlich als Dickie Birkenbush bezeichnet wird.

## Referenzen
Klas und sein Bagger ist in dem literarischen Nachschlagewerk 1001 Kinder- und Jugendbücher – Lies uns, bevor Du erwachsen bist! für die Altersstufe 3+ Jahre enthalten.

## Ausgaben
- Mike Mulligan and His Steam Shovel. Houghton Mifflin, USA 1939 (englisch).
- Klas und sein Bagger. Carlsen Verlag, Reinbek 1968.

## Adaptionen
1990 wurde Mike Mulligan and His Steam Shovel unter dem gleichen Namen von HBO als animierter Kurzfilm unter der Regie von Michael Sporn und dem Schauspieler Robert Klein als Erzähler der Geschichte verfilmt.